# Copa Libertadores da América de Futebol Feminino
A Copa Libertadores da América de Futebol Feminino ou Libertadores Feminina (em espanhol: Copa Libertadores de América Femenina), oficialmente CONMEBOL Libertadores Femenina, é uma competição de futebol feminino sulamericana entre clubes profissionais da América do Sul, a CONMEBOL Libertadores, organizada pela Confederação Sul-Americana de Futebol (CONMEBOL) desde 2009. É considerada a competição de clubes femininos mais importante do continente e um dos torneios mais prestigiados do mundo (junto com a Liga dos Campeões Feminino da UEFA).
O atual detentor do troféu é o Sport Club Corinthians Paulista, que conquistou a sua 5.ª CONMEBOL Libertadores Feminina na edição de 2024 ao vencer o Santa Fe por 2–0.

## História
| Temporada | Vencedor          |
| --------- | ----------------- |
| 2009      | Santos            |
| 2010      | Santos (2)        |
| 2011      | São José          |
| 2012      | Colo-Colo         |
| 2013      | São José (2)      |
| 2014      | São José (3)      |
| 2015      | Ferroviária       |
| 2016      | Sportivo Limpeño  |
| 2017      | Corinthians/Audax |
| 2018      | Atlético Huila    |
| 2019      | Corinthians (2)   |
| 2020      | Ferroviária (2)   |
| 2021      | Corinthians (3)   |
| 2022      | Palmeiras         |
| 2023      | Corinthians (4)   |
| 2024      | Corinthians (5)   |

A edição inaugural do torneio surgiu por influência do então presidente do Santos, Marcelo Teixeira, interessado na criação de uma versão feminina da Copa Libertadores da América convenceu a Confederação CONMEBOL a organiza-lo, além de resolver questões sobre patrocínio e sede do torneio.
A competição foi anunciada oficialmente pela entidade máxima do futebol sul-americano com apoio da FIFA em março de 2009, sendo aprovada pelo comitê executivo da CONMEBOL no dia 3 de julho do mesmo ano. A primeira edição do campeonato sul-americano feminino teve a participação de dez equipes campeãs das associações nacionais da CONMEBOL, sendo realizado no Brasil nas cidades de Santos, Guarujá e São Paulo, tendo como organizadores o Santos FC, a Federação Paulista de Futebol (FPF), a Confederação Brasileira de Futebol (CBF) e a CONMEBOL.  A primeira edição foi vencida pelo time do Santos Futebol Clube, denominado Sereias da Vila, o qual venceu o clube paraguaio Universidad Autónoma na grande final por 9–0, sendo esta a maior goleada em uma final de Libertadores Feminina.
Em 2016 visando impulsionar a modalidade feminina no continente a entidade máxima do futebol sul-americano anunciou que todos os clubes participantes da Libertadores e Sudamericana masculina a partir da temporada de 2019 deverá manter um elenco profissional e um juvenil de futebol feminino em atividade, disputando competições oficiais e proporcionando à ambas as equipes suporte técnico, equipamento e infraestrutura necessária para o desenvolvimento (baseado na seção "igualdade de gênero" do estatuto da FIFA).

### Primeiros anos (2009-2018)

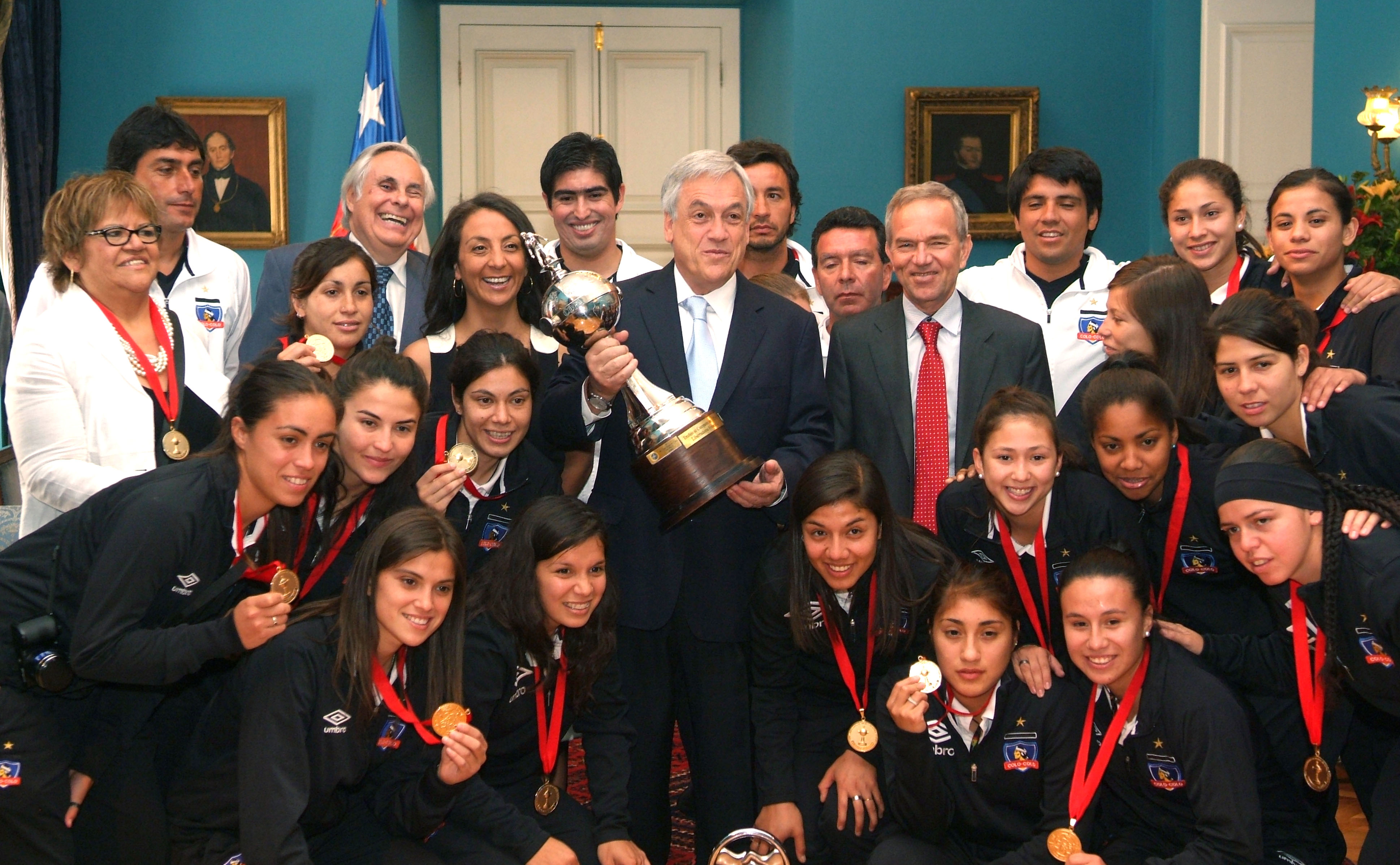
O ex-presidente do ChileSebastián Piñera com a equipe do Colo-Colo (2012), o primeiro clube não brasileiro a ganhar o troféu.

Os primeiros anos da competição foram marcados pelo dominio de equipes brasileiras, com exceção somente em três ocasiões. Em 2012, as chilenas do Colo-Colo conquistou o título no Brasil após uma disputa nos pênaltis, superando o Foz Cataratas. A edição de 2016 no Uruguai foi a única onde uma equipe brasileira não chegou na grande final, sendo vencida pelo Sportivo Limpeño (Paraguai) sobre os Estudiantes de Guárico (Venezuela). Por fim na edição de 2018, as colombianas do Atlético Huila sagrou-se campeã do torneio após superar o Santos em uma disputa de pênaltis fora de casa. O São José-SP foi a equipe brasileira com mais participações durante as dez primeiras edições do torneio, sendo campeão em 2011 e bicampeão consecutivo da Libertadores Feminino em 2013 e 2014.
Até 2014 todas as edições da Libertadores Feminino foram realizadas no Brasil. A edição de 2015 na Colômbia foi a primeira fora do território brasileiro, sendo realizada em Medelín, anunciada como anfitriã pouco antes da edição de 2014.

### Novas mudanças (2019-)
A partir da temporada de 2019, o torneio sofreu uma expansão para 16 equipes (anteriormente 12), aumentando também a sua premiação. Adiada devido os protestos no Equador, essa edição marcou a primeira final brasileira, entre Corinthians e Ferroviária, com vitória da equipe alvinegra em Quito, conquistando seu segundo título continental e se igualando ao Santos. As próximas edições continuaram sob dominio das equipes brasileiras, as quais conquistaram o título em todas as oportunidades. Em 2020 a Ferroviária conquistou o bicampeonato ao vencer o América de Cali em Buenos Aires. Em 2021, o Corinthians tornou-se tricampeão ao vencer o Santa Fé em Montevidéu, e em 2022, o Palmeiras venceu o Boca Juniors na grande final em Quito por 4–1, conquistando o seu primeiro título da competição continental.
Em 2023 ocorreu uma nova final brasileira, dessa vez entre Corinthians e Palmeiras, com vitória da equipe alvinegra em Cali, na Colômbia. Com essa vitória, o Corinthians superou o São José-SP e se tornou o maior vencedor da Libertadores Feminina, com quatro conquistas no total.

## Formato

### Classificação
A forma de classificação para a competição é geralmente baseada nos resultados dos campeonatos nacionais dos países do continente, assim como a Liga dos Campeões da UEFA, na Europa. Mas há confederações que se utilizam de torneios próprios, independentes dos campeonatos nacionais propriamente ditos.
As duas primeiras edições da Libertadores Feminina contaram com apenas 10 equipes participantes, uma de cada país membro da CONMEBOL. O número foi ampliado para 12 em 2011 com a adição de vagas adicionais para o atual campeão da Libertadores Feminina e para o país-sede. Na edição de 2019 no Equador, houve nova expansão para 16 equipes participantes, disponibilizando vagas adicionais de acordo com o ranking histórico da CONMEBOL.
O número de equipes que cada associação tem para a competição baseia-se no ranking histórico da CONMEBOL das associações membros. Essas pontuações são gerados pelos resultados dos clubes que representam cada associação durante as últimas temporadas da Libertadores Feminina. Quanto maior a pontuação de uma associação, mais equipes representam a associação na competição.

#### Ranking da CONMEBOL
Atualizado em 3 de setembro de 2024
| Pos. | Associação | Pont. | Dif.    |
| ---- | ---------- | ----- | ------- |
| 1    | Brasil     | 280   | Estável |
| 2    | Chile      | 156   | Estável |
| 3    | Colombia   | 155   | Estável |
| 4    | Paraguai   | 120   | Estável |
| 5    | Argentina  | 108   | Estável |
| 6    | Venezuela  | 80    | Estável |
| 7    | Equador    | 68    | Estável |
| 8    | Uruguai    | 54    | Estável |
| 9    | Bolívia    | 41    | Estável |
| 10   | Peru       | 39    | Estável |

As associações que ocupam da 1.º a 4.º colocação tem direito a duas vagas, já as demais associações tem direito a apenas uma. Ademais, o campeão vigente da Libertadores classifica-se automaticamente e, o país sede da competição continental tem direito a uma vaga adicional.
| País      | Classificação                                                             | Equipes |
| --------- | ------------------------------------------------------------------------- | ------- |
|           | Campeão vigente da Copa Libertadores Feminina Vaga adicional ao país-sede | 2       |
| Brasil    | Campeão e vice-campeão do Campeonato Brasileiro Feminino                  | 2       |
| Chile     | Campeão e vice-campeão do Campeonato Chileno Feminino                     | 2       |
| Colômbia  | Campeão e vice-campeão do Campeonato Colombiano Feminino                  | 2       |
| Paraguai  | Campeão e vice-campeão do Campeonato Paraguaio Feminino                   | 2       |
| Argentina | Campeão do Campeonato Argentino Feminino                                  | 1       |
| Bolívia   | Campeão do Campeonato Boliviano de Futebol Feminino                       | 1       |
| Equador   | Campeão do Campeonato Equatoriano Feminino                                | 1       |
| Peru      | Campeão do Campeonato Peruano Feminino                                    | 1       |
| Uruguai   | Campeão do Campeonato Uruguaio Feminino                                   | 1       |
| Venezuela | Campeão do Campeonato Venezuelano Feminino                                | 1       |

### Fase de grupos e fase eliminatória
O torneio começa com uma fase de grupos de 16 equipes, divididas em quatro grupos. Os grupos são definidos através de sorteio, sendo que equipes do mesmo país não podem cair em grupos iguais. É definido diretamente aos grupos A e B respectivamente, o atual campeão vigente da Libertadores Feminina e o campeão da federação anfitriã. Cada equipe se encontra com os outros em um jogo único, onde será realizado no país-sede. As equipes que ficarem em primeiro e segundo lugar de cada grupo passam para a próxima rodada. Na fase final da competição, a equipe vencedora de um grupo joga contra os vice-campeões de outro grupo, também no sistema de jogo único eliminatório. Caso ocorra empate no tempo normal, não haverá prorrogação e uma disputa por pênaltis irá definir a equipe vencedora.

## Premiação
Na edição de 2023, na Colômbia, a CONMEBOL distribuiu em premiação em dinheiro um total de 3,35 milhões dólares estadunidenses, sendo um ajuste de 68% comparado a edição do ano anterior.No ano seguinte, a Confederação Sul-Americana de Futebol anunciou um acréscimo de 300 mil dólares na premiação total. Dessa forma, a distribuição do prêmio em dinheiro pago aos clubes participantes a partir de 2024 será:
- Participação: US$50.000 (cinquenta mil dólares)
- Terceiro colocado: US$300.000 (trezentos mil dólares)
- Vice-campeão: US$600.000 (seiscentos mil dólares)
- Campeão: US$2.000.000 (dois milhões de dólares)

## Patrocínio
Os patrocinadores e marcas anunciantes atuais do torneio são:
- Amstel[28]
- Coca-Cola[29]
  - Powerade[29]
- DHL[30]
- EA Sports[31]

- Mastercard[32]

- Mercado Livre[33]
- Puma[34]

## Campeões
| \| 2009 Detalhes \| Brasil \| Santos \| 9 – 0 \| Universidad Autónoma \| Formas Íntimas \| 2 – 0 \| Everton \| \| 2010 Detalhes \| Brasil \| Santos \| 1 – 0 \| Everton \| Boca Juniors \| 2 – 1 \| Deportivo Quito \| \| 2011 Detalhes \| Brasil \| São José-SP \| 1 – 0 \| Colo-Colo \| Santos \| 6 – 0 \| Caracas \| \| 2012 Detalhes \| Brasil \| Colo-Colo \| 0 – 0 4 – 2 (pen) \| Foz Cataratas \| São José-SP \| 1 – 0 \| Vitória das Tabocas \| \| 2013 Detalhes \| Brasil \| São José-SP \| 3 – 1 \| Formas Íntimas \| Colo-Colo \| 6 – 3 \| Mundo Futuro \| \| 2014 Detalhes \| Brasil \| São José-SP \| 5 – 1 \| Caracas \| Cerro Porteño \| 0 – 0 5 – 3 (pen) \| Formas Íntimas \| \| 2015 Detalhes \| Colômbia \| Ferroviária \| 3 – 1 \| Colo-Colo \| UAI Urquiza \| 1 – 1 6 – 5 (pen) \| São José-SP \| \| 2016 Detalhes \| Uruguai \| Sportivo Limpeño \| 2 – 1 \| Estudiantes de Guarico \| Foz Cataratas \| 0 – 0 3 – 1 (pen) \| Colón \| \| 2017 Detalhes \| Paraguai \| Audax/Corinthians[a] \| 0 – 0 5 – 4 (pen) \| Colo-Colo \| River Plate \| 2 – 1 \| Cerro Porteño \| \| 2018 Detalhes \| Brasil \| Atlético Huila \| 1 – 1 5 – 3 (pen) \| Santos \| Iranduba \| 1 – 1 2 – 0 (pen) \| Colo-Colo \| \| 2019 Detalhes \| Equador \| Corinthians \| 2 – 0 \| Ferroviária \| América de Cali \| 3 – 1 \| Cerro Porteño \| \| 2020 Detalhes \| Argentina \| Ferroviária \| 2 – 1 \| América de Cali \| Corinthians \| 4 – 0 \| Universidad de Chile \| \| 2021 Detalhes \| Paraguai Uruguai \| Corinthians \| 2 – 0 \| Santa Fe \| Ferroviária \| 1 – 1 3 – 1 (pen) \| Nacional \| \| 2022 Detalhes \| Equador \| Palmeiras \| 4 – 1 \| Boca Juniors \| América de Cali \| 5 – 0 \| Deportivo Cali \| \| 2023 Detalhes \| Colômbia \| Corinthians \| 1 – 0 \| Palmeiras \| Atlético Nacional \| 3 – 2 \| Internacional \| \| 2024 Detalhes \| Paraguai \| Corinthians \| 2 – 0 \| Santa Fe \| Boca Juniors \| 2 – 0 \| Dragonas IDV \| \| 2025 Detalhes \| Argentina \| A definir \| – \| A definir \| A definir \| – \| A definir \| - a.^ O Audax disputou esta edição da Libertadores em parceria com o Corinthians. O título é atribuído as duas equipes, mas com o fim da parceria a vaga para a edição seguinte ficou com o Audax por este estar com o CNPJ inscrito no torneio. |                  |                      |                   |                        |                   |                   |                      |                |                |
| Ano | Sede             |                      | Final             | Final                  | Final             |                   | Semifinalistas       | Semifinalistas | Semifinalistas |
| Ano | Sede             | Campeão              | Placar            | Vice                   | Terceiro lugar    | Placar            | Quarto lugar         |                |                |
| 2009 Detalhes | Brasil           | Santos               | 9 – 0             | Universidad Autónoma   | Formas Íntimas    | 2 – 0             | Everton              |                |                |
| 2010 Detalhes | Brasil           | Santos               | 1 – 0             | Everton                | Boca Juniors      | 2 – 1             | Deportivo Quito      |                |                |
| 2011 Detalhes | Brasil           | São José-SP          | 1 – 0             | Colo-Colo              | Santos            | 6 – 0             | Caracas              |                |                |
| 2012 Detalhes | Brasil           | Colo-Colo            | 0 – 0 4 – 2 (pen) | Foz Cataratas          | São José-SP       | 1 – 0             | Vitória das Tabocas  |                |                |
| 2013 Detalhes | Brasil           | São José-SP          | 3 – 1             | Formas Íntimas         | Colo-Colo         | 6 – 3             | Mundo Futuro         |                |                |
| 2014 Detalhes | Brasil           | São José-SP          | 5 – 1             | Caracas                | Cerro Porteño     | 0 – 0 5 – 3 (pen) | Formas Íntimas       |                |                |
| 2015 Detalhes | Colômbia         | Ferroviária          | 3 – 1             | Colo-Colo              | UAI Urquiza       | 1 – 1 6 – 5 (pen) | São José-SP          |                |                |
| 2016 Detalhes | Uruguai          | Sportivo Limpeño     | 2 – 1             | Estudiantes de Guarico | Foz Cataratas     | 0 – 0 3 – 1 (pen) | Colón                |                |                |
| 2017 Detalhes | Paraguai         | Audax/Corinthians[a] | 0 – 0 5 – 4 (pen) | Colo-Colo              | River Plate       | 2 – 1             | Cerro Porteño        |                |                |
| 2018 Detalhes | Brasil           | Atlético Huila       | 1 – 1 5 – 3 (pen) | Santos                 | Iranduba          | 1 – 1 2 – 0 (pen) | Colo-Colo            |                |                |
| 2019 Detalhes | Equador          | Corinthians          | 2 – 0             | Ferroviária            | América de Cali   | 3 – 1             | Cerro Porteño        |                |                |
| 2020 Detalhes | Argentina        | Ferroviária          | 2 – 1             | América de Cali        | Corinthians       | 4 – 0             | Universidad de Chile |                |                |
| 2021 Detalhes | Paraguai Uruguai | Corinthians          | 2 – 0             | Santa Fe               | Ferroviária       | 1 – 1 3 – 1 (pen) | Nacional             |                |                |
| 2022 Detalhes | Equador          | Palmeiras            | 4 – 1             | Boca Juniors           | América de Cali   | 5 – 0             | Deportivo Cali       |                |                |
| 2023 Detalhes | Colômbia         | Corinthians          | 1 – 0             | Palmeiras              | Atlético Nacional | 3 – 2             | Internacional        |                |                |
| 2024 Detalhes | Paraguai         | Corinthians          | 2 – 0             | Santa Fe               | Boca Juniors      | 2 – 0             | Dragonas IDV         |                |                |
| 2025 Detalhes | Argentina        | A definir            | –                 | A definir              | A definir         | –                 | A definir            |                |                |

## Títulos por equipe
| Clube                  | País      | Títulos                              | Vices                 | Semifinais            | Aproveitamento em finais |
| ---------------------- | --------- | ------------------------------------ | --------------------- | --------------------- | ------------------------ |
| Corinthians            | Brasil    | 5 (2017[a], 2019, 2021, 2023 e 2024) | —                     | 1 (2020)              | 100%                     |
| São José-SP            | Brasil    | 3 (2011, 2013 e 2014)                | —                     | 2 (2012 e 2015)       | 100%                     |
| Santos                 | Brasil    | 2 (2009 e 2010)                      | 1 (2018)              | 1 (2011)              | 67%                      |
| Ferroviária            | Brasil    | 2 (2015 e 2020)                      | 1 (2019)              | 1 (2021)              | 67%                      |
| Colo-Colo              | Chile     | 1 (2012)                             | 3 (2011, 2015 e 2017) | 2 (2013 e 2018)       | 25%                      |
| Palmeiras              | Brasil    | 1 (2022)                             | 1 (2023)              | —                     | 50%                      |
| Club Sportivo Limpeño  | Paraguai  | 1 (2016)                             | —                     | —                     | 100%                     |
| Audax                  | Brasil    | 1 (2017[a])                          | —                     | —                     | 100%                     |
| Atlético Huila         | Colômbia  | 1 (2018)                             | —                     | —                     | 100%                     |
| Santa Fe               | Colômbia  | —                                    | 2 (2021 e 2024)       | —                     | 0%                       |
| Formas Íntimas         | Colômbia  | —                                    | 1 (2013)              | 2 (2009 e 2014)       | 0%                       |
| América de Cali        | Colômbia  | —                                    | 1 (2020)              | 2 (2019 e 2022)       | 0%                       |
| Boca Juniors           | Argentina | —                                    | 1 (2022)              | 2 (2010 e 2024)       | 0%                       |
| Everton                | Chile     | —                                    | 1 (2010)              | 1 (2009)              | 0%                       |
| Foz Cataratas          | Brasil    | —                                    | 1 (2012)              | 1 (2016)              | 0%                       |
| Caracas                | Venezuela | —                                    | 1 (2014)              | 1 (2011)              | 0%                       |
| Universidad Autónoma   | Paraguai  | —                                    | 1 (2009)              | —                     | 0%                       |
| Estudiantes de Guárico | Venezuela | —                                    | 1 (2016)              | —                     | 0%                       |
| Cerro Porteño          | Paraguai  | —                                    | —                     | 3 (2014, 2017 e 2019) | —                        |
| Deportivo Quito        | Equador   | —                                    | —                     | 1 (2010)              | —                        |
| Vitória das Tabocas    | Brasil    | —                                    | —                     | 1 (2012)              | —                        |
| Mundo Futuro           | Bolívia   | —                                    | —                     | 1 (2013)              | —                        |
| UAI Urquiza            | Argentina | —                                    | —                     | 1 (2015)              | —                        |
| Colón                  | Uruguai   | —                                    | —                     | 1 (2016)              | —                        |
| River Plate            | Argentina | —                                    | —                     | 1 (2017)              | —                        |
| Iranduba               | Brasil    | —                                    | —                     | 1 (2018)              | —                        |
| Universidad de Chile   | Chile     | —                                    | —                     | 1 (2020)              | —                        |
| Nacional               | Uruguai   | —                                    | —                     | 1 (2021)              | —                        |
| Atlético Nacional      | Colômbia  | —                                    | —                     | 1 (2023)              | —                        |
| Internacional          | Brasil    | —                                    | —                     | 1 (2023)              | —                        |
| Dragonas IDV           | Equador   | —                                    | —                     | 1 (2024)              | —                        |

- a.^ O Audax disputou esta edição da Libertadores em parceria com o Corinthians, apesar de cada equipe possuir seu departamento próprio de futebol feminino.

## Total de títulos por país
| País      | Títulos | Vices | Semifinais | Aproveitamento em finais |
| --------- | ------- | ----- | ---------- | ------------------------ |
| Brasil    | 13      | 4     | 9          | 87%                      |
| Colômbia  | 1       | 5     | 6          | 17%                      |
| Chile     | 1       | 4     | 4          | 20%                      |
| Paraguai  | 1       | 1     | 3          | 50%                      |
| Venezuela | —       | 2     | 1          | 0%                       |
| Argentina | —       | 1     | 4          | 0%                       |
| Uruguai   | —       | —     | 2          | —                        |
| Equador   | —       | —     | 2          | —                        |
| Bolívia   | —       | —     | 1          | —                        |
| Peru      | —       | —     | —          | —                        |

## Equipes com mais participações
| 11 | Colo-Colo |
| 9  | Boca Juniors |
| 7  | Corinthians, Ferroviária, Formas Íntimas, Cerro Porteño                                                                       |
| 6  | Nacional, Caracas |
| 5  | Santos, São José-SP, Santiago Morning, Santa Fe, Libertad, Universitario                                                      |
| 4  | UAI Urquiza, Universidad de Chile, América de Cali, Universidad Autónoma, Sport Girls, Colón, Peñarol, Estudiantes de Guárico |

### Por país
| País      | Clube                       | Participações |
| --------- | --------------------------- | ------------- |
| Argentina | Boca Juniors                | 9             |
| Bolívia   | Mundo Futuro e Always Ready | 3             |
| Brasil    | Ferroviária e Corinthians   | 7             |
| Chile     | Colo-Colo                   | 11            |
| Colômbia  | Formas Íntimas              | 7             |
| Equador   | Unión Española              | 3             |
| Paraguai  | Cerro Porteño               | 7             |
| Peru      | Universitario               | 5             |
| Uruguai   | Nacional                    | 6             |
| Venezuela | Caracas                     | 6             |

## Artilheiras por edição
| Edição | Jogador               | Clube                   | Gols | Ref.                |
| ------ | --------------------- | ----------------------- | ---- | ------------------- |
| 2009   | Cristiane             | Santos                  | 15   | [ 36 ]              |
| 2010   | Noelia Cuevas         | Universidad Autónoma    | 8    |                     |
| 2011   | Ysaura Viso           | Caracas                 | 9    |                     |
| 2012   | Cristiane             | São José-SP             | 8    | [ 37 ]              |
| 2013   | Maitte Zamorano       | Mundo Futuro            | 7    | [ 38 ]              |
| 2014   | Andressa Alves        | São José-SP             | 6    |                     |
| 2014   | Diana Ospina          | Formas Íntimas          | 6    |                     |
| 2014   | Ysaura Viso           | Caracas                 | 6    |                     |
| 2015   | Catalina Usme         | Formas Íntimas          | 8    | [ 39 ]              |
| 2016   | Oriana Altuve         | Colón                   | 4    |                     |
| 2016   | Manuela González      | Generaciones Palmiranas | 4    |                     |
| 2017   | Amanda Brunner        | Audax                   | 4    |                     |
| 2017   | Gloria Villamayor     | Colo-Colo               | 4    |                     |
| 2017   | Maitte Zamorano       | Deportivo ITA           | 4    |                     |
| 2017   | Catalina Usme         | Santa Fe                | 4    |                     |
| 2017   | Oriana Altuve         | Santa Fe                | 4    |                     |
| 2017   | Carolina Birizamberri | River Plate             | 4    |                     |
| 2018   | Brena                 | Santos                  | 4    | [carece de fontes?] |
| 2019   | Nathane               | Ferroviária             | 9    | [carece de fontes?] |
| 2020   | Gabi Nunes            | Corinthians             | 7    | [carece de fontes?] |
| 2020   | Grazi                 | Corinthians             | 7    | [carece de fontes?] |
| 2020   | Vic Albuquerque       | Corinthians             | 7    | [carece de fontes?] |
| 2021   | Tatiana Ariza         | Deportivo Cali          | 4    | [carece de fontes?] |
| 2021   | Linda Caicedo         | Deportivo Cali          | 4    | [carece de fontes?] |
| 2021   | Jheniffer             | Corinthians             | 4    | [carece de fontes?] |
| 2021   | Vic Albuquerque       | Corinthians             | 4    | [carece de fontes?] |
| 2021   | Esperanza Pizzaro     | Nacional                | 4    | [carece de fontes?] |
| 2022   | Rebeca Fernandez      | Universidad de Chile    | 5    | [carece de fontes?] |
| 2023   | Priscila              | Internacional           | 8    | [carece de fontes?] |
| 2024   | Gabi Zanotti          | Corinthians             | 5    | [carece de fontes?] |